# 1996年夏季残疾人奥林匹克运动会希腊代表团
1996年夏季残疾人奥林匹克运动会希腊代表团是希腊派出的1996年夏季残疾人奥林匹克运动会代表团。获得1枚金牌、1枚银牌和3枚铜牌。